# 天主教班加羅爾總教區
天主教班加羅爾總教區（拉丁語：Archidioecesis Bangalorensis），是羅馬天主教會以印度卡納塔克邦最大都市班加羅爾為中心的一個總主教區。下轄九個教區。
2006年有教友406,182名，僅佔轄區總人口的1.5%。由1,632名司鐸名管理128個堂區。現任教區總主教為伯爾納鐸·莫拉斯。
1940年2月13日建立教區，1953年9月19日升為總教區。